# Helen Twelvetrees
Helen Marie Twelvetrees (Brooklyn, 25 december 1908 – Middletown, 13 februari 1958) was een Amerikaans actrice.

## Levensloop en carrière
Twelvetrees werd geboren in 1908 in Brooklyn. In 1929 kreeg ze haar eerste rol in een Hollywood-film. In 1930 werd ze verkozen tot een van de WAMPAS Baby Stars. In 1934 speelde ze samen met Spencer Tracy de hoofdrol in Now I'll Tell. Twee jaar later speelde ze een hoofdrol naast Maurice Chevalier. Na de jaren 30 zou ze nog amper in films te zien zijn.
Ze huwde 3 keer en had 1 zoon. Ze overleed in 1958 op 49-jarige leeftijd.

## Filmografie (selectie)
| Jaar | Titel                    | Rol                               |
| ---- | ------------------------ | --------------------------------- |
| 1929 | The Ghost Talks          | Miriam Holt                       |
| 1929 | Blue Skies               | Dorothy May                       |
| 1929 | Words and Music          | Dorothy Blake                     |
| 1930 | The Grand Parade         | Molly                             |
| 1930 | Swing High               | Maryan Garner                     |
| 1930 | Her Man                  | Frankie Keefe                     |
| 1930 | The Cat Creeps           | Annabelle West                    |
| 1931 | The Painted Desert       | Mary Ellen Cameron                |
| 1931 | Millie                   | Millicent "Millie" Blake Maitland |
| 1931 | A Woman of Experience    | Elsa Elsbergen                    |
| 1931 | Bad Company              | Helen King Carlyle                |
| 1932 | Panama Flo               | Flo Bennett                       |
| 1932 | Young Bride              | Allie Smith Riggs                 |
| 1932 | State's Attorney         | June Perry                        |
| 1932 | Is My Face Red?          | Peggy Bannon                      |
| 1932 | Unashamed                | Joan Ogden                        |
| 1933 | Broken Hearts            |                                   |
| 1933 | A Bedtime Story          | Sally                             |
| 1933 | Disgraced!               | Gay Holloway                      |
| 1933 | My Woman                 | Connie Riley Rollins              |
| 1933 | King for a Night         | Lillian Williams                  |
| 1934 | All Men Are Enemies      | Katha                             |
| 1934 | Now I'll Tell            | Virginia Golden                   |
| 1934 | She Was a Lady           | Sheila Vane                       |
| 1934 | One Hour Late            | Bessie Dunn                       |
| 1935 | Times Square Lady        | Margo Heath                       |
| 1935 | She Gets Her Man         | Francine                          |
| 1935 | The Spanish Cape Mystery | Stella Godfrey                    |
| 1935 | Frisco Waterfront        | Alice                             |
| 1936 | Thoroughbred             | Joan                              |
| 1937 | Hollywood Round-Up       | Carol Stevens                     |
| 1939 | Persons in Hiding        | Helen Griswold                    |
| 1939 | Unmarried                | Pat Rogers                        |

- Biblioteca Nacional de España: XX1676222
- Bibliothèque nationale de France: cb14632517z (data)
- Gemeinsame Normdatei: 128265778X
- International Standard Name Identifier: 0000 0000 2485 4490
- Library of Congress Control Number: n86075505
- SNAC: w64k47nv
- Virtual International Authority File: 39632815
- WorldCat: E39PBJppxfkq9YCwdghR77KKh3